# Júlio César Coelho de Moraes Júnior
Júlio César Coelho de Moraes Júnior, meglio noto solo come Júlio César (San Paolo, 15 giugno 1982), è un ex calciatore brasiliano, di ruolo difensore.

## Carriera
Figlio del calciatore César, è uno dei 17 giocatori ad aver vestito le maglie delle 4 grandi squadre di Rio de Janeiro: Flamengo (2003-2005), Fluminense (2010-2011), Botafogo (2013-2014) e Vasco da Gama (2015-2017). Di questi 17 è uno dei soli 5 ad aver vinto almeno un trofeo con tutte le 4 squadre: la Série A nel 2010 con il Fluminense e un Campionato Carioca con ognuno degli altri 3 club.
È stato inoltre nominato miglior laterale sinistro nell'ambito del Prêmio Craque do Brasileirão per la Série A 2009, quando giocava nel Goiás.

## Palmarès

### Club
- Campionato Carioca: 3

Flamengo: 2004
Botafogo: 2013
Vasco da Gama: 2016
- Campionato Mineiro: 1

Cruzeiro: 2006
- Campionato Goiano: 1

Goiás: 2009
- Campionato brasiliano: 1

Fluminense: 2010
- Copa Rio: 1

Boavista-RJ: 2017

### Individuale
- Prêmio Craque do Brasileirão: 1

2009